# Apamea pendina
Apamea pendina là một loài bướm đêm trong họ Noctuidae.